# Réseau de bus Les Cars Bleus
Pour les articles homonymes, voir Bus bleus.
 (janvier 2015).
Si vous disposez d'ouvrages ou d'articles de référence ou si vous connaissez des sites web de qualité traitant du thème abordé ici, merci de compléter l'article en donnant les références utiles à sa vérifiabilité et en les liant à la section « Notes et références ».
 (août 2015).
Les Cars Bleus est une entreprise de transports de voyageurs basée dans la ZAC du Chenet à Milly-la-Forêt. Elle exploite des lignes régulières desservant le sud-ouest du département de Seine-et-Marne, la partie est de l'Essonne et, dans une moindre mesure, la région Centre-Val de Loire.
L'entreprise propose également des services de transports de personnes, de tourisme et divers.

## Histoire

### SA 2019
Dès le 10 décembre 2018, à la suite de la mise en place du service annuel 2019 sur le RER D, la ligne 284-001 voit un nouveau service pendant les vacances scolaires d'un seul aller-retour par jour du Lundi au Vendredi afin de maintenir une liaison avec la Ligne R en gare de Fontainebleau-Avon et la ligne 284-002 est prolongée jusqu'à Oncy-sur-École afin de faciliter les correspondances avec le RER D en Gare de Maisse tout en desservant le ZAC des Chenets avec deux aller-retours.

### Ouverture à la concurrence
Le 1er août 2022, à la suite de l'ouverture à la concurrence des réseaux de transport en commun d'Île-de-France, les lignes 284.001 à 284.006 sont intégrées au réseau de bus Essonne Sud Est.
Le 1er août 2023, les lignes 184.001, 184.003, 184.008, 184.013, 184.014 (R'Bulle) sont renumérotées et deviennent les lignes 4001, 4003, 4008, 4013 et 4014 pour ensuite être intégrées au réseau de bus Fontainebleau - Moret. Les lignes 184.004, 184.005 et 184.006 sont également renumérotées pour ensuite être intégrées au réseau de bus Vallée du Loing - Nemours ; par ailleurs, la ligne 184.004 est scindée en deux lignes 4004 et 4007 tandis que les lignes 184.005 et 184.006 deviennent les lignes 4005 et 4006,.

## Exploitation

### Exploitant
Depuis le 1er août 2023, l'entreprise exploite les lignes sous l'indice 434* (sauf 4340) et le TàD Milly-La-Forêt pour le compte de Keolis Val d'Essonne 2 Vallées en plus de quelques circuits scolaires spéciaux.

### Matériel roulant
Le matériel roulant est constitué d'Irisbus New Récréo, d'Irisbus Crossway, d'Iveco Crossway, d'Irisbus Maglys, de Temsa Tourmalin et de MAN Lion's Intercity.

### Dépôt
Le dépôt de l'entreprise se situe au ZAC des Chenets à Milly-La-Forêt
| Constructeur | Modèle                 | Nombre | Numéros de parc            | Période de mise en service | Affectation                                  | Observation                 |
| ------------ | ---------------------- | ------ | -------------------------- | -------------------------- | -------------------------------------------- | --------------------------- |
| Irisbus      | Récréo II              | 1      | ?                          | 08/2013                    | —                                            |                             |
| MAN          | Lion's Intercity C R62 | 36     | 227167-227197, Inconnus(8) | 11/2018 à 05/2024          | 4341 4342 4343 4344 4345 4346 4347 4348 4349 |                             |
| Temsa        | Tourmalin Light        | 2      | ?                          | 07/2011 à 10/2011          | —                                            |                             |
| Peugeot      | Boxer II               | 2      | ?                          | 10/2012                    | Milly-la-Forêt                               | Ce véhicule est un Minibus. |
| Yutong       | EC 12                  | 3      | ?                          | 08/2018                    | —                                            |                             |
| Yutong       | TC 12                  | 2      | ?                          | 04/2017                    | —                                            |                             |
| Yutong       | ICe 12                 | 1      | ?                          | 09/2018                    | —                                            |                             |
| Yutong       | IC 19                  | 1      | ?                          | 01/2019                    | —                                            |                             |